# Börje Löfman
Börje Löfman var en svensk träskulptör verksam under 1700-talet.
Löfman var omkring 1700 verksam i Mariestad och man vet att han snidade en altartavla för Rudskoga kyrka i Värmland 1707 och man antar att han utfört den skulpterade ramen till Johan Aureller d.y:s epitafiemålningar i Medelplana kyrka i Västergötland 1732